# Hugo Eberle
Hugo Eberle (* 26. Dezember 1870 in Nordhausen; † 3. März 1949 in Görlitz) war ein deutscher Gewerkschafter und sozialdemokratischer Politiker.

## Leben
Nach der Volksschule war er Zigarrenarbeiter. Er war Mitglied des Deutschen Tabakarbeiterverbandes und der SPD. Zwischen 1900 und 1905 war er Berichterstatter für die Thüringer Tribüne für Nordhausen. Seit 1902 war er auch Vorsitzender des Gewerkschaftskartells Nordhausen. Zwischen 1905 und 1912 arbeitete er als hauptamtlicher Sekretär beim Hauptvorstand des Tabakarbeiterverbandes in Bremen. Danach war er bis 1933 Bezirksparteisekretär der SPD für Niederschlesien mit Sitz in Görlitz. Er war seit 1914 auch Mitglied im zentralen Parteiausschuss der SPD.
Vergeblich kandidierte er 1912 und 1919 für den Reichstag beziehungsweise für die Weimarer Nationalversammlung. Er war von 1919 bis 1932 Mitglied der preußischen Landesversammlung beziehungsweise des preußischen Landtages. Zwischen 1919  und 1921 gehörte er in Görlitz auch der Stadtverordnetenversammlung an.
Nach dem Ende des Zweiten Weltkrieges war er Alterspräsident der Stadtverordnetenversammlung in Görlitz. Er verfasste auch Schriften über die Arbeiterbewegung in Görlitz.
In Görlitz ist eine Straße nach ihm benannt.